# Hofanlage Bruchweg 7
Die Hofanlage Bruchweg 7 in Hoyerhagen in der niedersächsischen Samtgemeinde Grafschaft Hoya stammt aus dem 19. Jahrhundert.
Die Gebäude stehen unter Denkmalschutz (siehe auch Liste der Baudenkmale in Hoyerhagen).

## Beschreibung
Die Hofanlage in Hoyerhagen besteht aus:
- dem eingeschossigen Wohn- und Wirtschaftsgebäude als Hallenhaus aus dem 19. Jahrhundert in Fachwerk mit Steinausfachungen und mit hohem Krüppelwalmdach sowie vermutlich neuerer Fensterreihe im Obergeschoss im Wohngiebel
- der Scheune in Fachwerk mit Steinausfachungen sowie mit Satteldach mit einer neueren Schleppgaube
- dem Stall in Fachwerk mit Steinausfachungen und mit Satteldach und
- dem Backhaus in Fachwerk mit Steinausfachungen und mit Satteldach.

Das Niedersächsische Landesamt für Denkmalpflege befand: „… geschichtliche  Bedeutung … durch beispielhafte Ausprägung einer Hofanlage mit zentralem niederdeutschen Hallenhaus und beispielhafter Nebengebäude …“

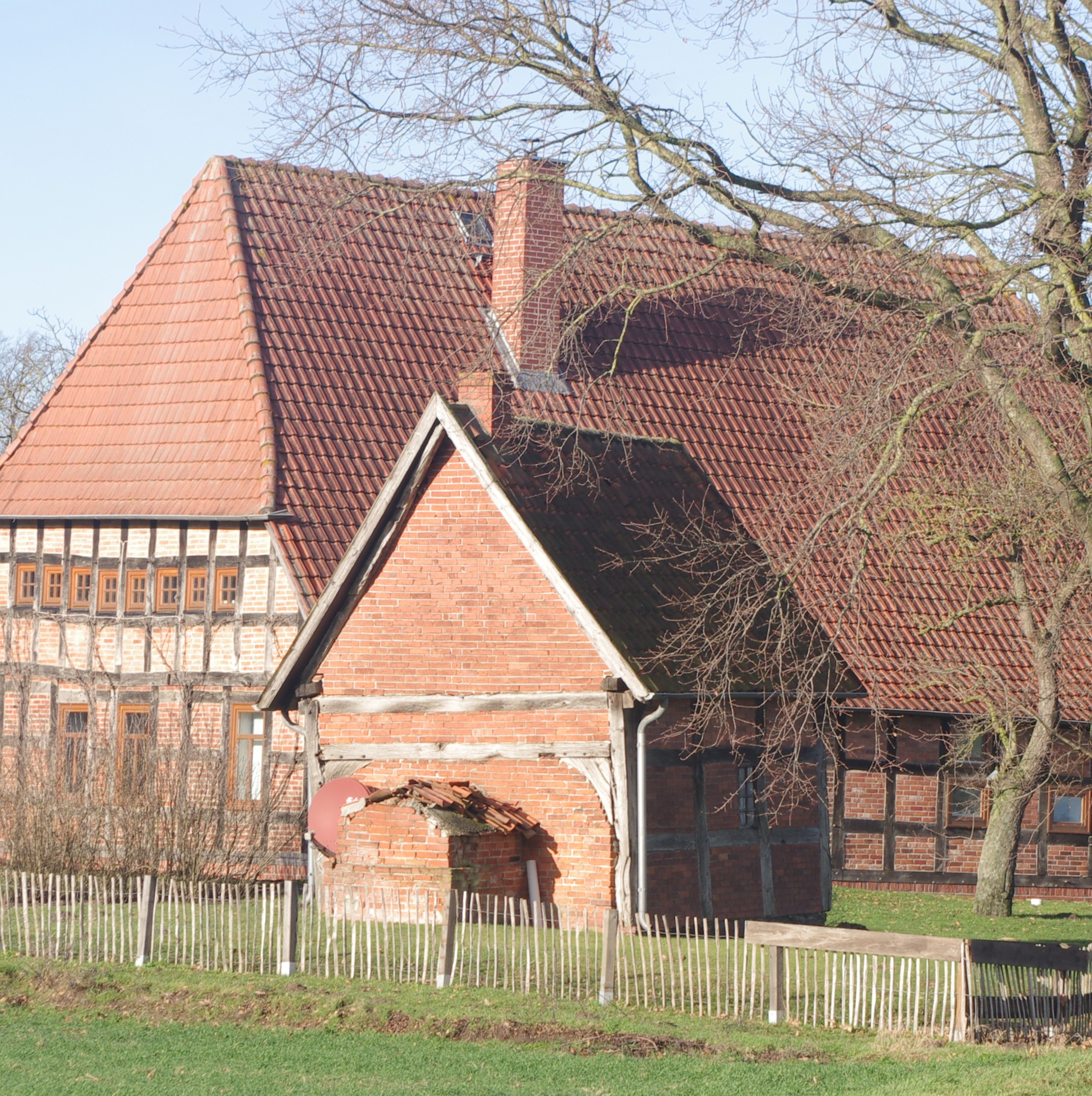
Haupthaus und Backhaus
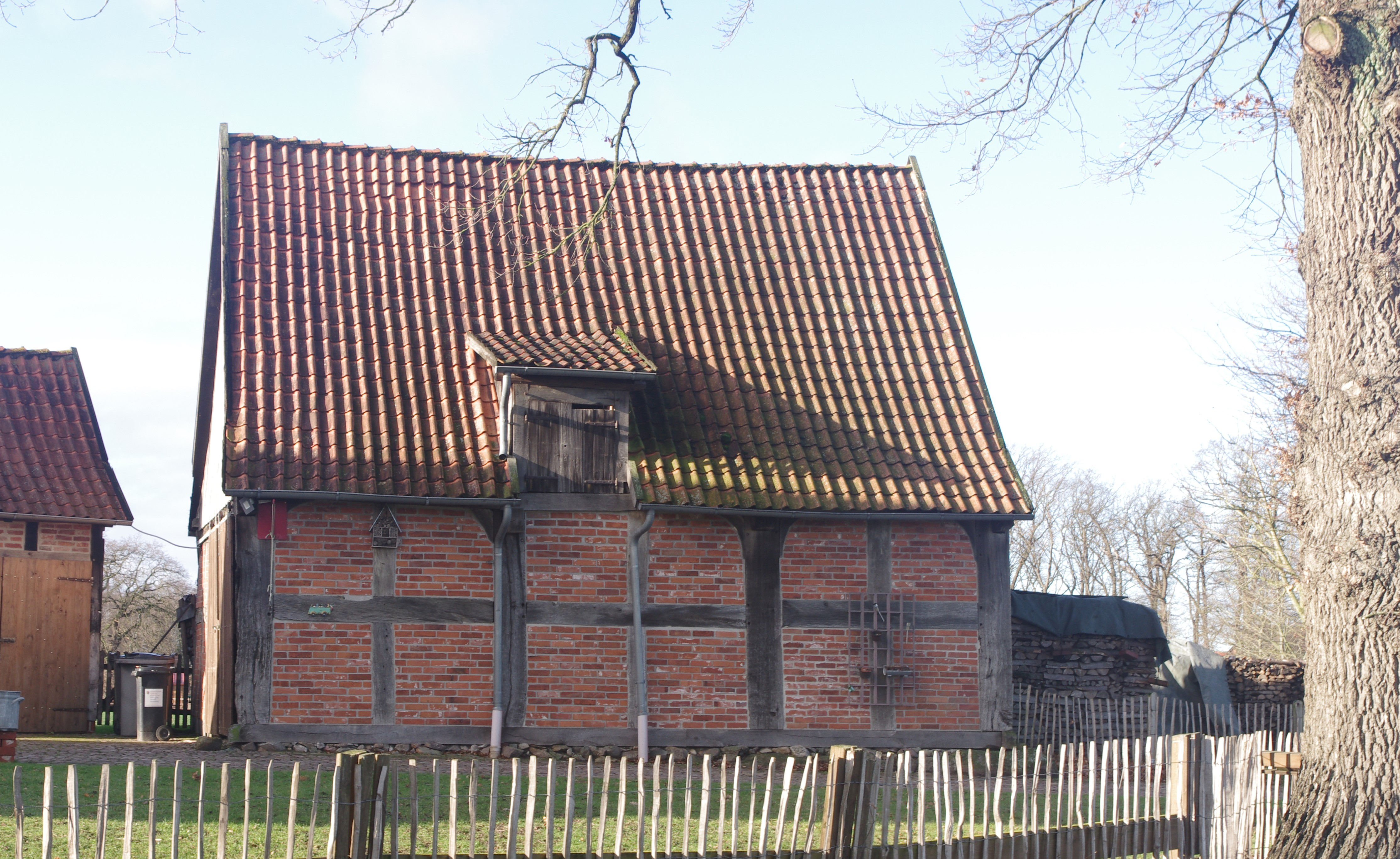
Scheune
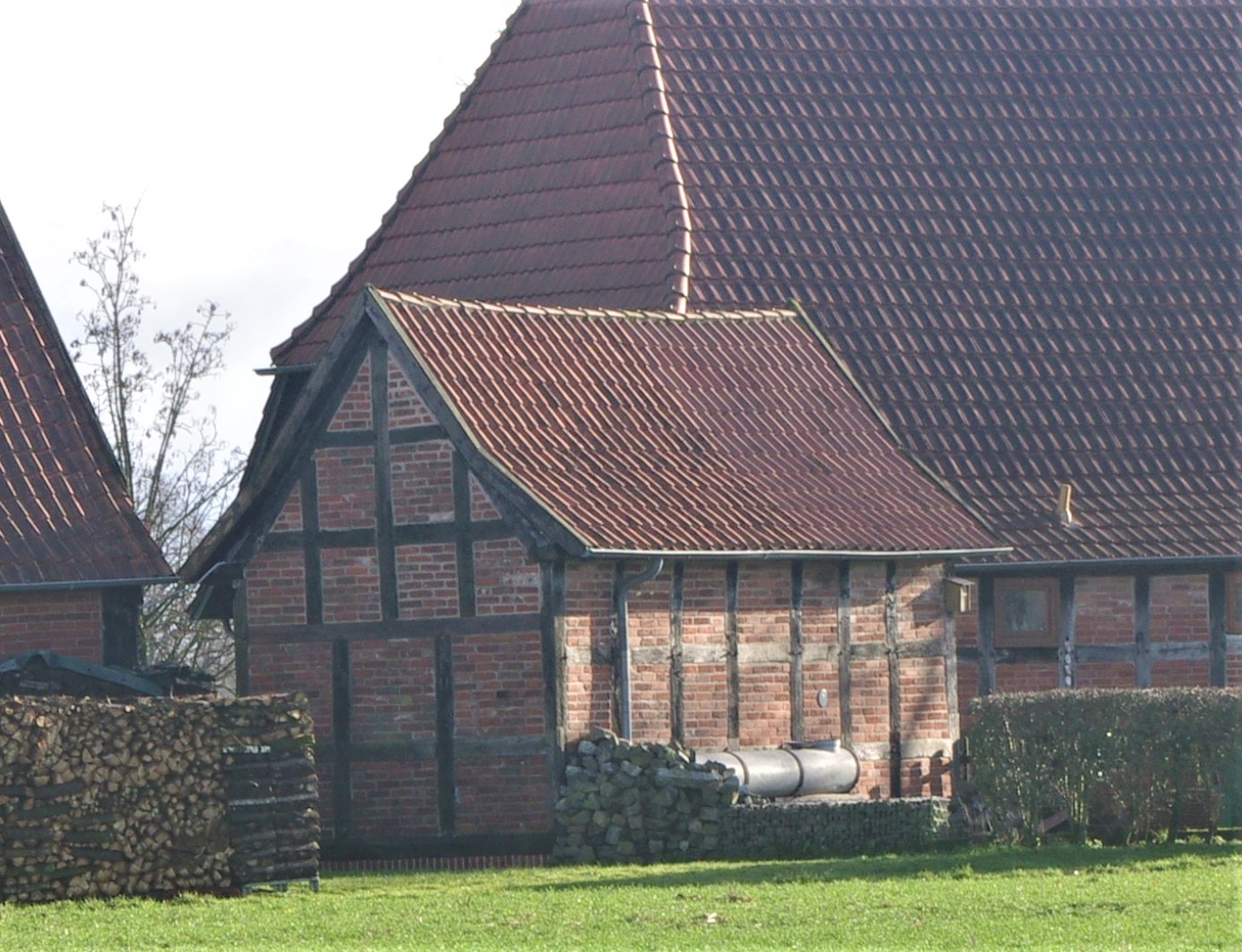
Stall